# آندریا سیلنزی
آندریا سیلنزی (به ایتالیایی: Andrea Silenzi) بازیکن فوتبال و اهل ایتالیا است که از سال ۱۹۹۴ میلادی عضو تیم ملی فوتبال ایتالیا بوده و در ۱ بازی ملی حضور داشته‌است. او در بازی‌های ملی‌اش گلی به ثمر نرساند.
آندریا سیلنزی آخرین بازی ملی خود را در سال ۱۹۹۴ میلادی انجام داد.